# Charles Brooks (ciclista)
Charles David Brooks (1881-7 de febrero de 1937) fue un deportista británico que compitió en ciclismo en la modalidad de pista. Participó en los Juegos Olímpicos de Londres 1908, obteniendo una medalla de bronce en la prueba de tándem.

## Medallero internacional
| Juegos Olímpicos | Juegos Olímpicos      | Juegos Olímpicos  | Juegos Olímpicos |
| Año              | Lugar                 | Medalla           | Competición      |
| ---------------- | --------------------- | ----------------- | ---------------- |
| 1908             | Londres (Reino Unido) | Medalla de bronce | Tándem           |